# Oświęcim
Oświęcim, på tyska och äldre svenska Auschwitz, är en stad i södra Polen belägen strax söder om Katowice och cirka 60 km väster om Kraków. Staden hade år 2006 totalt 40 979 invånare.

## Historia

### Medeltiden
Oświęcim var huvudstad i de forna hertigdömena Auschwitz och Zator, omfattande 2 478 km2, som ursprungligen tillhörde en gren av det polska piastiska kungahuset. 1457 kom det genom köp till Kungariket Polen.

### Tidigmodern och modern tid
Oświęcim hörde sedan år 1772 till den västra delen av kronlandet Galizien inom Habsburgska monarkin. Staden räknades 1818–66 till Tyska förbundet, men i administrativt hänseende tillhörde det även fortsättningsvis Galizien. Vid staden stod 27 juni 1866 ett slag mellan Kejsardömet Österrike och Preussen, varvid preussarna tvingades dra sig tillbaka.
År 1900 hade orten 6 838 polska invånare, varav 3 664 judar. Efter upplösningen av Österrike-Ungern år 1918 införlivades staden med omnejd med Republiken Polen.

### Andra världskriget
I oktober 1939 annekterades hela västra Polen, inklusive Oświęcim, av Nazityskland. Året därpå påbörjades upprättandet av en serie koncentrationsläger runtomkring staden. Det tyska ortnamnet används fortfarande när man talar om lägerkomplexet, som inkluderar förintelselägret Auschwitz II-Birkenau.

## Geografi
Oświęcim ligger nära floden Sołas inflöde i Weichsel. Staden tillhör administrativt Lillpolens vojvodskap. I staden finns Oświęcims synagoga.
Statliga museet Auschwitz-Birkenau ligger i byn Brzezinka, cirka tre kilometer väster om staden.

### Fotnoter
1. ↑  Auschwitz i Nordisk familjebok (andra upplagan, 1904)
2. ↑  Rolf Broberg (17 september 2000). ”Insidan tro och existens” (på svenska). Dagens nyheter. http://www.dn.se/arkiv/insidan/insidan-tro-och-existens-antligen-nagot-som-tar-oss-ur-auschwitz-skugga/. Läst 14 april 2017.